# Jules Comby
Pour les articles homonymes, voir Comby.
Jules Comby, né le 28 avril 1853 à Arnac-Pompadour (Corrèze) et mort le 18 mars 1947, est un pédiatre et médecin français. Il a publié de nombreux ouvrages médicaux sur ses recherches concernant les maladies chez l'enfant et sur les méthodes thérapeutiques et prophylactiques.

## Travaux
En 1897, avec Jacques-Joseph Grancher et Antoine Marfan, il publie le Traité des maladies de l’enfance.
Jules Comby a laissé son nom à un symptôme médical, le signe de Comby, qui est une indication précoce de la rougeole caractérisée par une inflammation de la langue (stomatite) de nature érythémato-pultacée et l'apparition de minces taches blanchâtres sur les gencives et les muqueuses buccales.